# Timon Wloka
Timon Wloka (* 3. Februar 1993 in Berlin) ist ein deutscher Schauspieler.
Nach einigen Werbespots spielte Wloka seine erste Rolle 2006 in dem Fernsehfilm Freundinnen fürs Leben. Er hat den Goldenen Spatz 2010 von der Jury des jungen Publikums in der Kategorie bester Darsteller für seine Rolle als Ben in Allein gegen die Zeit erhalten.
Wloka absolviert seit Oktober 2012 ein rechtswissenschaftliches Studium an der Freien Universität Berlin.

## Filmografie
- 2006: Freundinnen fürs Leben (als Janis)
- 2008: Polizeiruf 110 – Keiner schreit! (als Maurice Mertens)
- 2010–2012: Allein gegen die Zeit (Fernsehserie, 26 Folgen)
- 2011: Der Preis (als junger Wocke)
- 2012–2015: In aller Freundschaft (als Steffen Siebert)
- 2012: Die sechs Schwäne
- 2016: Allein gegen die Zeit – Der Film